# タッカー・カールソン
タッカー・スワンソン・マクニア・カールソン (Tucker Swanson McNear Carlson、1969年5月16日 - ) は、アメリカの保守派政治コメンテーター。2016年11月14日から2023年4月24日まで、FOXニュースの政治トーク番組『タッカー・カールソン・トゥナイト』で司会を務めた。
1990年代に新聞雑誌記者となり、『ウィークリー・スタンダード』誌などに記事を寄稿。2000年から2005年までCNNのコメンテーターおよびテレビ討論番組『クロスファイア』の共同司会者を務めた後、2008年までMSNBCで毎夜放送番組『タッカー』の司会を務めた。2009年からはFOXニュースの政治分析を担当。2010年にニュースと見解を展開する保守系のウェブサイト『デイリー・コーラー』を共同設立し、初代編集長を務めた。
キャリアの初期は完全自由主義を標榜する政治評論家と見なされていたが、最近では完全自由主義的な経済政策に懐疑的であり、アメリカの国家主義と右派ポピュリズムに同調的である。これまでに自叙伝『政治家、パルチザン、寄食者〜ケーブルニュースでの冒険』（2003年）と、『愚か者の船〜利己的な支配階級がいかにしてアメリカを革命の瀬戸際に導いているか』（2018年）の2冊を著している。

## 生い立ちと学歴
ボイス・オブ・アメリカのディレクター、公共放送機構の代表、在セーシェルアメリカ合衆国大使となったゴンゾー・ジャーナリストのリチャード・ワーナー・カールソンの長男としてカリフォルニア州サンフランシスコに生まれる。
父方の祖父母リチャード・ボイントンとドロシー・アンダーソンは、2人が10代の頃にリチャードをもうけ、孤児院に預けた。リチャードは2歳で羊毛のブローカーとその妻の養子となった。
タッカーの母親は芸術家のリサ・マクニア（旧姓：ロンバルディ）。弟には2歳近く年が離れ、2ヶ月の早産で生まれたバックリィ・ペック・カールソン（後にバックリィ・スワンソン・ペック・カールソン）がいる。
1976年、両親が9年の結婚生活ののちに離婚。「夫婦仲が冷え切った」と報じられた。父親に2人の兄弟の親権を与えられた。カールソンはのちに、自身が6歳の時に母がボヘミアンなライフスタイルを追求するために家族を棄てたと主張している。彼女は結局カールソンの一家とほとんど接触することなくサウスカロライナ州ビューフォート郡とフランスのカザックで過ごし、芸術家のマイケル・ヴォーンと再婚した。
父リチャードは、2人の息子を育てる上で明確な教育観を持つ教育熱心な父親であると言われた。
私は、満足を得る上で私が必要だと考える程度まで彼らには自己鍛錬的であって欲しい。どこまで遠く到達したか、どこまで遠く跳躍したかで人は評価されるものだ。両親は私に謙虚さを教え込んだものだが、時にそれは私の中で邪魔な存在となった。不遜を承知の上で言うが、それでも自分が真に思う所を大いに語る上で厄介になることがある。
1979年、父リチャードは同じく離婚者だったパトリシア・キャロライン・スワンソンと再婚し、スワンソン・エンタープライズの相続人となった。スワンソンはギルバート・カール・スワンソンの娘であり、J・ウィリアム・フルブライト上院議員の姪にあたる。スワンソンにとっては3度目の結婚となり、カールソンと弟バックリィは法的に彼女の養子となった。
父リチャードはカールソンが小学校1年生の時にカリフォルニア州ラホヤに移り住み、2人の兄弟を育てた。ラホヤでカールソンはラホヤ・カントリー・デイ・スクールに通い、ラホヤ・ビーチとラホヤ・テニス・クラブを見下ろす家で育った。父リチャードはバーモント州、ネバダ州、メイン州と、ノバスコシア州の島々に不動産を所有していた。
ロードアイランド州ミドルタウンにある全寮制の寄宿学校セント・ジョージ・スクールで高校生活を送り、その後コネチカット州ハートフォードにあるリトル・アイヴィーの一つであるトリニティ・カレッジに入学。1991年に卒業し、歴史学の学位を取得した。

## テレビ出演歴
当初CIAで働くことも考えたが叶わず、父の勧めもあってジャーナリズムの道に進んだ。ヘリテージ財団が発行（後にフーバー研究所に引き継がれた）する保守系月刊誌『ポリシー・レビュー』のファクトチェッカーとしてキャリアをスタートさせ、その後、記者としてアーカンソー州リトルロックの『アーカンソー・デモクラット・ガゼット』紙を経て、1995年に『ウィークリー・スタンダード』誌の一員に加わった。
雑誌および新聞ジャーナリストとして、カールソンは世界各国から記事を報道した。『ニューヨーク』誌と『リーダーズ・ダイジェスト』誌のコラムニストでもあった。『エスクァイア』誌、『ウィークリー・スタンダード』誌、『ニュー・リパブリック』誌、『ニューヨーク・タイムズ・マガジン』誌、『デイリー・ビースト』誌にも寄稿してる。

### CNN（2000–2005年）
2000年にカールソンは短命番組『スピン・ルーム』の共同司会を務めた。
2001年、カールソンは『クロスファイア』の共同司会者に任命された。番組ではカールソンとロバート・ノヴァクが交互に右派を代表し、ジェームズ・カービルとポール・ベガラが司会として交互に左派を代表した。同時期にはPBSの公共番組『タッカー・カールソン〜アンフィルタード〜』で司会も務めた。
2004年10月には、コメディ・セントラルが放送する『ザ・デイリー・ショー』に出演し、司会者のジョン・スチュワートと意見交換をした。スチュワートは、カールソンの存在と『クロスファイア』の性質はアメリカの政治論にとって有害であると主張した。後にカールソンは、スチュワートが番組内で彼が提起した問題について議論を交わすために収録後に何時間もCNNに残っていたことを回想し、「彼の誠実さだ」「そうせずにいられない人だった」と述べている。2017年、『ニューヨーク・タイムズ』紙がこのスチュワートのカールソンに対する番組内での「噛み付き発言」を取り上げ、「カールソンにとって屈辱的経歴（瞬間）」と評した。同記事には、スチュワートによる批判が「（番組を）終わらせた」とある。
2005年1月、CNNはカールソンとの関係を終らせ、近々に『クロスファイア』を終了すると発表。CNNのジョナサン・クレイン局長は2005年4月に、局として契約の更新をしない判断を下したとカールソンに告げた。カールソンは、スチュワートが番組のゲストにブッキングされる前に既にCNNと『クロスファイア』を辞任していたと、司会のパトリシア・ダフに対して次のように語っている。
「ジョン・スチュワートが我々の番組に出演した何ヶ月も前の（2004年の）4月に、私は『クロスファイア』を辞めている。党派心が気に入らなかったし、いくつかの点で無駄なやり取りがあったように思えたからだ。それぞれの立場から「これが私の意見だ」と主張はするが、誰一人として他者の意見を聞いていない。（CNNは）フラストレーションが溜まる職場だったよ」

### MSNBC（2005–2008年）
カールソンの夕方の番組『タッカー』（当初の番組名は『シチュエーション・ウィズ・タッカー・カールソン』）が、2005年6月13日からMSNBCで始まった。
また2006年トリノオリンピック開催期間中に放送されたMSNBCの平日夕方のラップアップ番組で司会を務め、オリンピックにおける様々なスポーツの競技方法について学ぶことにも挑戦した。2006年7月にはイスラエルとヒズボラの間で発生したレバノン戦争の最中、イスラエルのハイファから『タッカー』に生中継で出演した。中東にいる間、『MSNBCスペシャル・レポート〜中東の危機〜』の司会を務めた。『ヴァーディクト・ウィズ・ダン・アブラムス』の政治討論にパネリストとして定期的に出演した。
『タッカー』は満3シーズン近く続いた。2008年3月10日、MSNBCは低視聴率を理由に番組の終了を発表し、番組の最終回が2008年3月14日に放送された。『ニューヨーク・タイムズ』紙のブライアン・ステルターは、「カールソン氏の在職期間中、MSNBCの夕方の番組編成は徐々に左傾化した。 彼が出演していた午後6時と午後9時の時間帯は、エド・シュルツとレイチェル・マドーという2人の自由主義者に占拠された」と記している。カールソンは、MSNBCは大きく様変わりし、「私の役どころはなくなった」と語っている。

### FOXニュース・チャンネル（2009年–2023年）
2009年5月、FOXニュースはカールソンがFOXニュースの寄稿者として採用されたと発表した。カールソンはFOXの政治風刺番組『レッド・アイ』にゲスト・パネリストとして度々出演したほか、『スペシャル・レポート』のオールスター・パネルのコーナーにも度々出演した。また、『ハニティー』に司会のショーン・ハニティーの代役としても出演した。『ファイティング・フォー・アワー・チルドレンズ・マインズ』と銘打たれたFOXニュースのスペシャル番組をプロデュースした。
2013年3月、カールソンはそれまで度々ゲスト司会者として出演していた週末版の『FOX&フレンズ』の共同司会者を務めることが発表された。2013年1月にNBCスポーツ・ネットワークに移り番組を去ったデイブ・ブリッグスの後任として起用されたものである。4月上旬、カールソンは正式にアリサイン・キャメロタとクレイトン・モリスらと共に番組の共同司会者として名を連ねた。
FOXニュースは、2023年4月24日に両者合意の上でカールソンが辞職したことを発表した。

#### 『タッカー・カールソン・トゥナイト』（2016年–2023年）

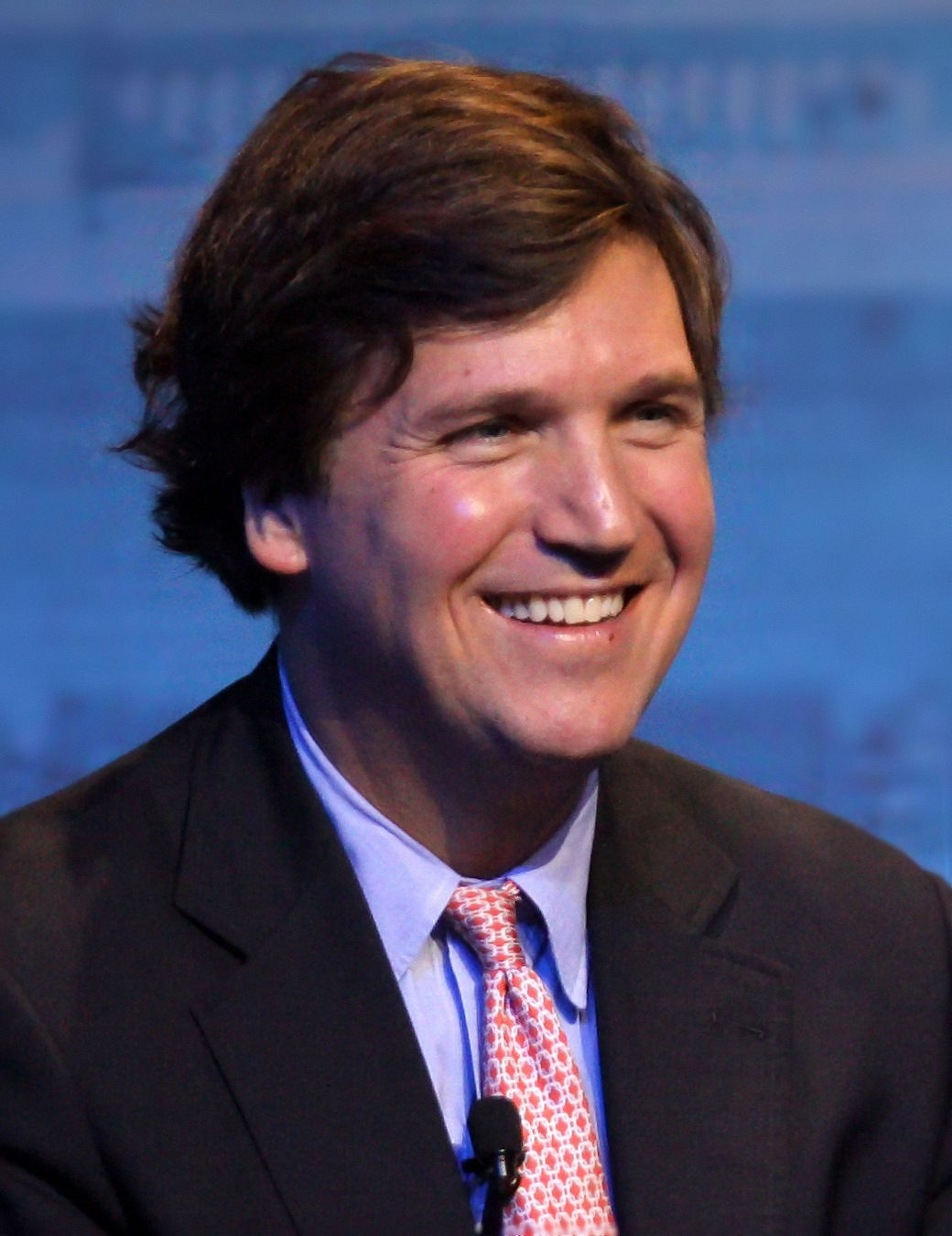
CPACに登壇したカールソン。（2013年）

2016年11月14日に放送が始まったFOXニュースによる1時間の討論番組『タッカー・カールソン・トゥナイト』で司会を務める。『タッカー・カールソン・トゥナイト』は『オン・ザ・レコード』の後継番組として制作され 、「年間を通じてこの時間帯で最も視聴されたFOXのテレビ番組」との触れ込みでスタートした。
放送開始時刻は、平日の夜7時（東部時間）だったが、メーガン・ケリーがFOXニュースを去った2017年1月9日以降は彼女の枠を引き継ぐ形で平日の夜9時（東部時間）に移行した。
2017年1月に『フォーブス』誌は、「常に高い視聴率を記録し、1回の放送あたり平均280万人の視聴者を獲得。（2016年）12月のケーブル・テレビのニュース番組で『ザ・オライリー・ファクター』に次ぐ2位」と報じた。2017年3月には『タッカー・カールソン・トゥナイト』が午後9時台で最も視聴されたケーブル・テレビ番組となった。
2017年4月19日、『ザ・オライリー・ファクター』の放送終了に伴い『タッカー・カールソン・トゥナイト』の放送開始時刻を午後8時に変更すると発表された。『タッカー・カールソン・トゥナイト』は2018年3月のケーブル・ニュース番組の視聴率で月間3位を獲得した。
2018年10月では『タッカー・カールソン・トゥナイト』がプライムタイムのケーブル・ニュース番組視聴率で『ハニティー』に次ぐ月間2位を記録し、1回の放送あたり320万人の視聴者を獲得した。2019年1月までに3位に転落した。視聴者数も1回の放送あたり280万人となり、前年同時期と比べて6パーセント減となった。
番組は2018年と2019年に広告主によるボイコットの対象となった。カールソンがアメリカへの移民流入に関して、国家を「貧しくし、汚し、より分断させるものだ」と発言したことで広告主が番組を敬遠するようになった。FOXニュースは、広告主が別番組に広告を移しただけだとしている。番組は2019年初めまでに26の広告主を失った。メディア・マターズは番組が2018年12月から2019年8月までの間に70以上の広告主を失ったと推定し、そのCMの時間を同局の他番組の宣伝や公共サービス広告で補ったとしている。
2023年4月21日の放送をもって番組を降板したことを、同月24日、FOXニュースが発表した。FOXニュースは「合意の上での辞職」としているが、本人は「また月曜に」と最後の番組を締めくくっていたため、解雇とみられている。

### 『デイリー・コーラー』（2010年–2020年）
2010年1月11日、カールソンとディック・チェイニー元副大統領の側近であったニール・パテルが、『デイリー・コーラー』と名付けた政治ニュースサイトを立ち上げた。カールソンは2016年まで編集長を務めた。サイトは保守派の活動家フォスター・フライスから資金提供を受けた。『デイリー・コーラー』は同年2月までにホワイトハウスの帯同取材陣の一員となった。
カールソンは『ポリティコ』のインタビューに対し、『デイリー・コーラー』はイデオロギーに縛られるのではなく、むしろ「支配階級を破壊する」と答えている。『ワシントン・ポスト』紙の記事でカールソンは、「我々は誰に対しても、いかなるイデオロギー的な信念を強要しない」と付け加えている。コラムニストのミッキー・カウスは、カールソンがFOXニュースとの契約の関係で、FOXニュースの移民政策論報道に批判的なコラムの掲載を拒否した後に辞任した。
2020年6月、カールソンは『デイリー・コーラー』を去った。

### 『ダンシング・ウィズ・ザ・スターズ』
カールソンは2006年に放送されたABCのリアリティ番組『ダンシング・ウィズ・ザ・スターズ』のシーズン3に出場し、プロ・ダンサーのエレナ・グリネンコとペアを組んだ。カールソンはコンクールに向け1日4時間の社交ダンスのレッスンを受けた。番組が始まる4ヶ月前のインタビューで、「動きを覚えておくのが難しい」と言いながら、MSNBCの仕事で2週間レバノンに行くためにレッスンが受けられないことを嘆いていた。ABCからダンスの招待を受けたことについて「ふだん苦手なことは滅多にしないけど、それができることにワクワクしているよ」と語っている。2006年9月13日、カールソンはコンクールの最初の脱落者となった。

## 執筆業
2003年にカールソンは自身のテレビ・ニュース業界での経験を自叙伝としてまとめた『政治家、パルチザン、寄食者〜ケーブルニュースでの冒険』（ワーナー・ブックス）を著した。本の中の暴露話の一つに、カールソンが重い精神障害を持った見知らぬ女性からストーカー被害を受け、強姦の濡れ衣を着せられたとする記述があった。また、この事件でトラウマになったとも記している。
2017年5月、カールソンは自身のエージェントのジャベリンを通じて2冊を出版する高額契約をサイモン&シュスターのインプリントであるスレッショルド・エディションズと結んだ。その第一弾となる『愚か者の船〜利己的な支配階級がいかにしてアメリカを革命の瀬戸際に導いているか』が2018年10月に発表され、ニューヨーク・タイムズのベストセラーリストで初登場1位を獲得した。
2012年2月、カールソンは『デイリー・コーラー』に保守系メディアを批判・監視するリベラル系団体「メディア・マターズ・フォー・アメリカ（MMfA）」の内部者告発であると主張する一連の調査報道記事を掲載した。記事ではMMfAの現従業員と元従業員、ブロックの「友人」、リベラル系著名人（いずれも名前は明かされず）を引証し、MMfAを「緊張と妄想の空気」をもつ特徴があると見なし、ブロックを「気まぐれで不穏な」「精神病に苛まれた」人物で、「右翼の暗殺者」に怯え、コカインの常用で「（地元のバーを）閉めて」朝の6時までパーティーをするだろうと表現している。ロイターの批評家で完全自由主義者のジャック・シェーファーは「メディア・マターズの監視手法やブロックのジャーナリズムについてあまり考えたことがなかった」としつつも、『デイリー・コーラー』の記事について「匿名情報源による馬鹿げた内容」「『デイリー・コーラー』は質の悪いジャーナリズムと説得力のないプロパガンダでメディア・マターズを攻撃している」と鋭く批判した。

## 政治的見解
カールソンは保守派であると一般的に言われている。　また、市場原理主義やグローバリズム、社会自由主義に対して否定的だった。

### 経済

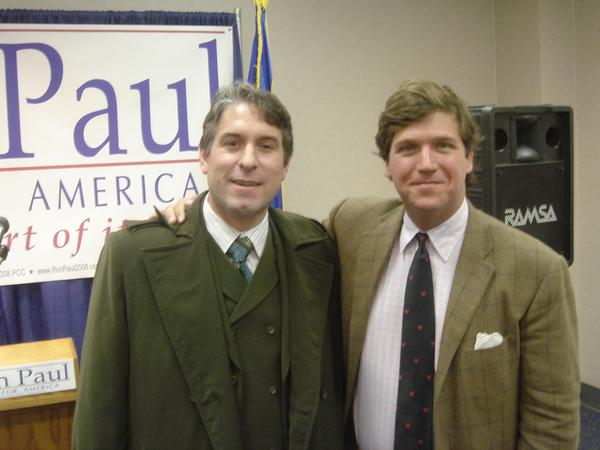
2007年、ロン・ポールのイベントにて。

かつてカールソンはリバタリアン経済学の支持者であった。
カールソンは、1988年と2008年の大統領選挙にそれぞれリバタリアン党と共和党から出馬したロン・ポール候補を支援した。
2009年にはリバタリアンのシンクタンクであるケイトー研究所の上級研究員となった。なお、2017年現在は所属していない。
2018年、カールソンは「市場資本主義は宗教ではない」とリバタニアニズムを口撃し、より経済ナショナリズム的な考えを推進するようになった。あるインタビューの中でカールソンは、急激な経済的技術的変化は広範囲に及ぶ社会的政治的大変動を引き起こす恐れがあるとして警鐘を鳴らした。また、信念として自身が追求する理想は、或いは1900年代にアメリカにおける共産主義革命を防いだかもしれないとカールソンが考える、セオドア・ルーズベルトがとった介入主義的役割であると述べた。
2019年、カールソンは『デイリー・コーラー』のモノローグ・コーナーで、アメリカの「支配階級」は事実上、アメリカの中産階級没落の原因である「守銭奴」だと次のように述べた。
「...集団を弱体化し破壊するいかなる経済システムにも価値はない。そのようなシステムは健全な社会の敵である」
また、ベインキャピタルを例に挙げ、彼が資本主義における「プライベート・イクイティー・モデル」と呼ぶ同種の企業の行動様式を次のように批判した。
「既存の企業を短期間乗っ取り、従業員のリストラによってコストを圧縮し、負債を重ね、資産を搾り取り次の対象へと移る。時には年金受給者の年金も取り上げて...。その一方で、今や著しい数の企業が倒産、消滅している」
ペイデイローン業者に対しても「返済の見込みのない人々に貧窮させるほどの利息で貸付けている」と口撃した。
民主党の大統領候補エリザベス・ウォーレンと、その著書『共働きの罠』について「これまでに読んだ中で最高の経済学書の1つだ」と絶賛した。

### 環境
カールソンは、人間活動が気候変動に与える影響がどの程度かは「未解明」「不確定」「知る由もない」と主張した。
カールソンは気候変動に関する、自身が思うところの「ヒステリー」状態を批判し、民主党の気候変動に関する政策目標はアメリカ人の生活を抑制する政治的策略であり、経済に害を及ぼすものだと暗にほのめかした。
「ストロー禁止は愚かでイライラさせられる。プラスチック汚染について本当に関心があるなら、海洋投棄している中国を責めるべきだ。そうせずに水圧破砕を禁止するだって？そんなのは狂気の沙汰だ。エネルギー部門はアメリカ経済の中で最も成功し、貿易収支を支えている唯一の部門だ。グローバリゼーションによって荒廃した農村地域の最後の救世主になっている」
番組でカールソンは、気候科学を軽視する人物を頻繁にゲストに招いている。

### 共和党と民主党に対する見解

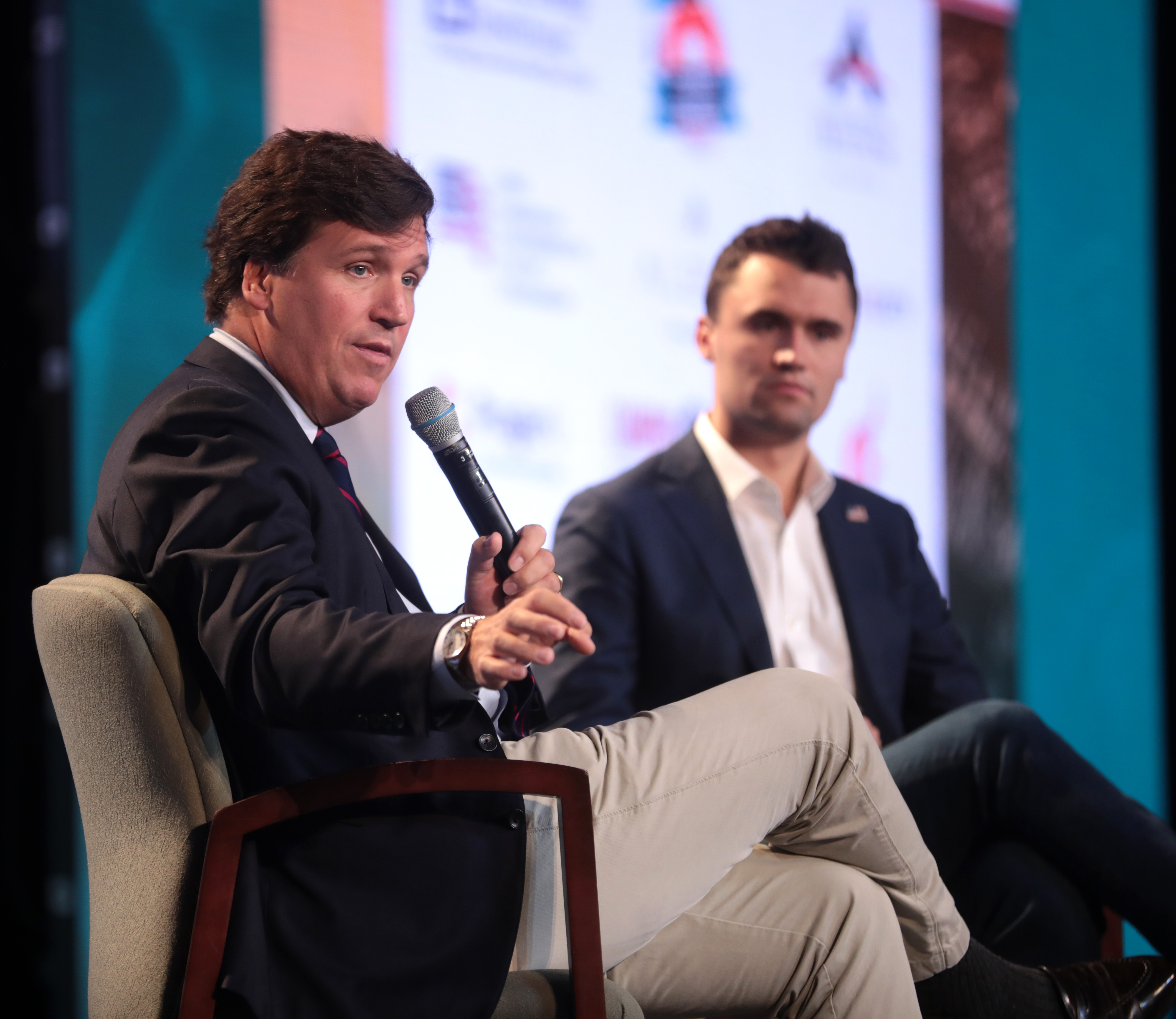
カールソン（左）とチャーリー・カーク。（2018年）

カールソンは2004年の選挙で投票しなかった。イラク戦争に対する嫌悪感、かつては小さな政府を標榜した共和党に対する幻滅、ジョージ・W・ブッシュ大統領と彼に同調的な保守派に対する失望を理由に挙げた。
「あなたが何を以って保守派とするかはわかりかねるが、少なくとも現在の言葉の定義に従えば、私は大してリベラル的ではない。たとえば、私は妊娠中絶に大反対だ。妊娠中絶は恐ろしく残酷だと思う。私はアファーマティブ・アクションは間違いだと思う。私は移民の流入を劇的に抑制したい。シートベルト着用義務やタバコの禁止などといった子守国家的な規制は大嫌いだ。大きな政府を支持しない。アメリカは外国への介入に慎重であるべきだ。私が思うに、これらは保守的な衝動だろう。そういうわけで、私の基準に鑑みればブッシュは大して保守的ではない」
カールソンは2008年の大統領候補ジョン・マケインが十分な政治信条を持っていないと『Salon』に対して次のように批判した。
「マケインは好きだったよ。大統領選では喜んで彼に投票しただろう。でもそれは彼が掲げる政策への賛同からではない。私はマケインの政策について強い感情を抱くほど真剣に考えたことはない。私が思うに、マケインは強い信条を持ち合わせていない。彼の思想に対する興味はジョージ・W・ブッシュのそれと同程度だ。マケインは知的でないし、強いイデオロギーを全く持っていない。彼はリベラル共和党員にはなったが、それは他の共和党員に腹が立っていたからで、別に彼が思想的にリベラルだからではない」
2019年1月、カールソンはミット・ロムニーが『ワシントン・ポスト』紙に寄せたop-edを取り上げ、ロムニーがこれを「共和党主流派」の世界観と表現し、大多数の民主党員の支持を得たと主張する「金融ベースの経済と国際協調主義外交政策に対する揺るぎない支援」を批判した。カールソンは都心部の没落の原因として、保守派が引き合いに出した「貧困の文化」が原因の全てではないとし、その証拠として、文化的や人口統計学的な違いにも関わらず都心部と農村部に降りかかった経済問題と社会問題の類似点を挙げた。
「（両党とも）明確な点を見逃している。それは文化と経済は相互に絡み合い、不可分であるという点だ。確固とした経済システムは集団を栄させ、栄えた集団が市場経済を回すのだ」
カールソンはワシントンD.C.の民主党の正規会員である。2017年にカールソンは、会員登録の理由は地区における市長選の投票権を得るためであり、「理想主義者よりも、より腐敗した候補者に毎回投票ている」と述べている。

### ロバート・モラー
2019年3月にロバート・モラーが、2016年選挙におけるロシア介入に対する特別顧問調査の結果、トランプにかけられた司法妨害の疑いは晴れなかったとする声明を発表すると、カールソンはモラーについて「卑劣で不誠実」であったと述べた。

### 外交政策

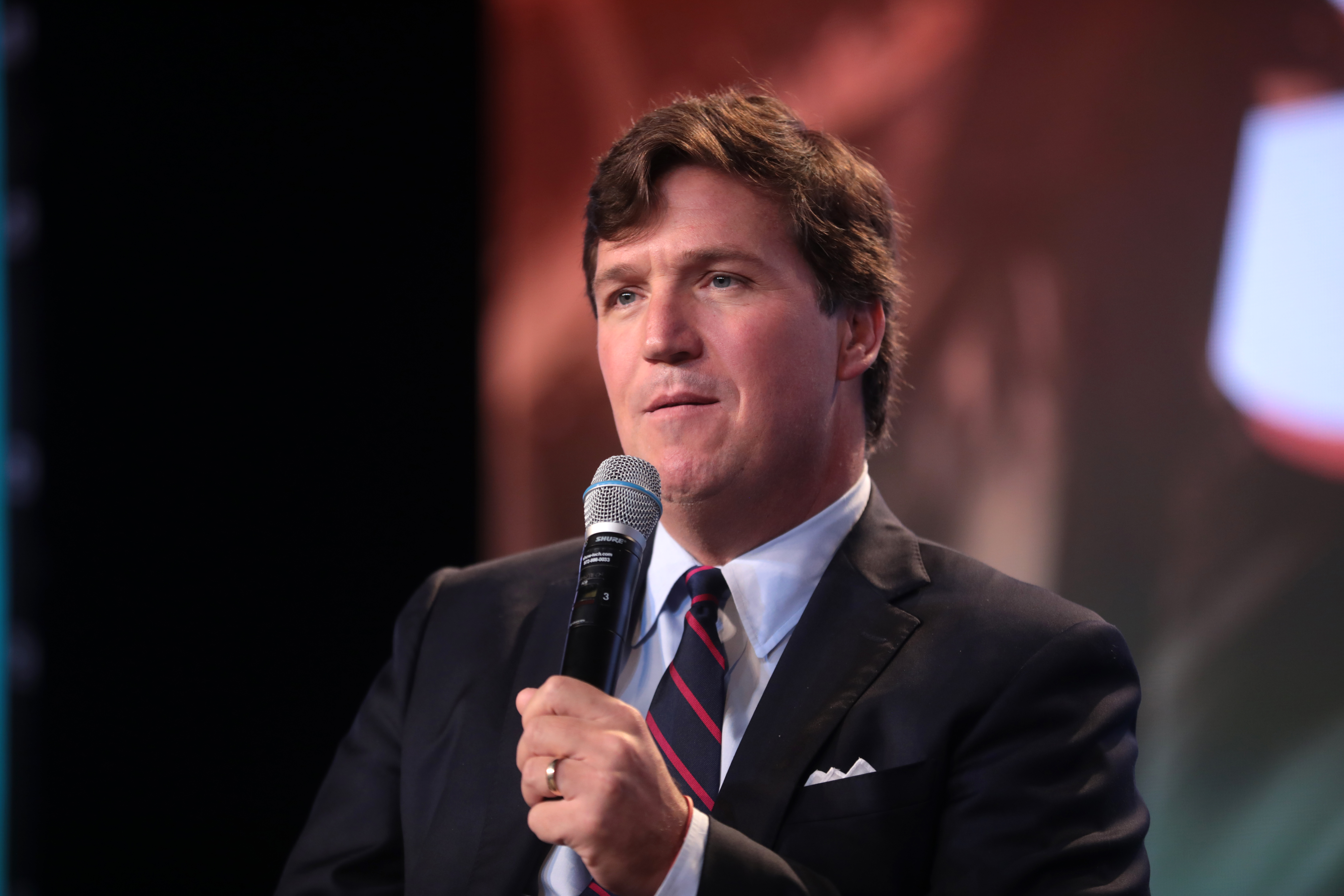
スチューデント・アクション・サミットにて。（2018年）

カールソンは「アメリカは外国への介入に慎重であるべきだ」と述べるなど、外国への介入に否定的である。

#### イラク
当初カールソンはイラク戦争を支持していた。しかしながらイラク侵攻の1年後、『ニューヨーク・オブザーヴァー』紙に対して次のようにイラク戦争に対する批判を始めた。
「全くの悪夢、災難だ。自らの本能に反し支持したたことが恥ずかしい。このような間違いは2度と繰り返さない。2度と、だ。私より賢い友人に説得されたが、そうすべきでなかった。事態の解決を願っているが、実のところ腹立たしいばかりだ」
2019年6月においてもなお、カールソンはイラク戦争に批判的であった。
「我々は何十万という人々を殺し、何千もの自国の兵士を失い、1兆ドル以上を費やした。これらはすべて、ジョン・ボルトンが確約したにもかかわらず、初めから存在しなかった大量破壊兵器の脅威を排除するためだ」

#### イラン
2017年7月にカールソンは、「我々は実のところ、イランによる国内への脅威には直面していない」と述べた。またマックス・ブートに対して、「9・11以降、一体アメリカに住むどれだけの数のアメリカ人がイランによるテロによって殺されたのか」と質した。『ニューヨーク・タイムズ』紙によると、2019年6月のアメリカの無人機撃墜への報復措置として、イランに対する軍事攻撃をトランプに思いとどまらせる上でカールソンが影響力のある役割を果たした。カールソンは、タカ派の顧問に耳を傾け空爆に踏み切れば再選はないだろうとトランプに直言したと伝えられている。

#### メキシコ
カールソンはイスラエル西岸地区の分離壁を例に挙げ、提案されたメキシコとアメリカの壁の拡大を支持した。
カールソンは、「分離壁の費用は見積もりで約250億ドル。見積もりだから実際はその2倍だと仮定しよう。それでもアフガニスタンで取り組んでいる無意味な膠着状態にかけている金額のごく一部だ。毎年450億ドルという金額、これは人的コストを除いたものだ。それと壁による主権回復に必要となる250億ドルを比較せよ」と主張した。
ロシアによるアメリカの選挙への関与に関する2018年7月のインタビューでカールソンは、メキシコは大量移民を通じて「選挙民を荷詰め」することにより、ロシアよりも「よりうまく」アメリカの選挙に干渉していると述べた。ジャーナリストのフィリップバンプは、2009年以降アメリカにおけるメキシコ人の数は減少していると反論し、「多くの市民をアメリカに移住させ投票権を獲得したことで、メキシコはどのような利益を得たのか」と反語的に質した。
2019年5月にカールソンは、メキシコがアメリカへ渡る不法移民を止めない限り、メキシコに関税を課すというトランプの決断を擁護した。カールソンは、「アメリカは敵対的な外国勢力によって攻撃された時には反撃すべきであり、メキシコは間違いなく敵対的な外国勢力に該当する」と述べた。

#### ロシア
カールソンは、ロシアを深刻な脅威とみなしていないと述べている。カールソンはアメリカが軍事介入したシリア内戦において、ISISのような共通の敵に対しロシアと協力するようアメリカに呼びかけている。『アトランティック』誌のピーター・ベイナートは、カールソンは「ロシア疑惑におけるドナルド・トランプの弁解者」だと述べた。カールソンは、ドナルド・トランプ・ジュニアがロシアの政府関係者から反クリントン情報を受け入れる意思があったという暴露があった直後、この議論を「新しいレベルのヒステリー状態」と表現し、彼は「外国人と世間話」をしていただけだと述べた。
2024年2月6日にカールソンがウラジーミル・プーチン大統領をインタビューしたことを翌7日にクレムリンが発表し、これが2022年2月にロシアがウクライナに軍事侵攻して以来、プーチンが初めて西側ジャーナリストのインタビューに一対一で応じた事例となった。カールソンは翌8日、プーチンとのインタビュー動画を自サイトで公開した。

#### シリア
カールソンは、シリアのバッシャール・アル＝アサド大統領の打倒に反対している。2018年4月、カールソンは同月発生した数十人を殺害した化学兵器攻撃を、果たしてバッシャール・アル＝アサドが主導したか否かについて疑問視した。カールソンは、（カーン・シェイクン化学兵器攻撃の）前年に発生し、アサド軍によるものと広く考えられ、アサド政権が保有するサリンによって行われたと国連・化学兵器禁止機関合同調査機構が示した類似の攻撃が、結局はアサド政権の関与を誤認させるための偽旗作戦であったと述べた。カールソンはシリア内戦におけるアサドによる戦争犯罪を、イエメンにおけるサウジアラビアの戦争犯罪になぞらえた。

#### 北朝鮮
トランプ大統領が軍事境界線で金正恩最高指導者と面会した2019年6月、カールソンは『FOX&フレンズ』に対し、「これは北朝鮮政権を擁護するものではない。（略）国を導くことの意味について誠実に向き合わねばならない。それは人々を殺すことを意味する」と述べた。カールソンは続けて、「北朝鮮ほどの規模ではないにせよ多くの諸国が残虐行為を行っており、その中には（アメリカと）親しい同盟関係にある国も含まれている」と主張した。

### 移民と人種

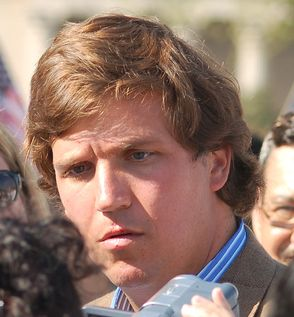
ワシントン・モールで行われた移民権利集会にて。（2006年）

カールソンは移民に関して常に批判的である。カールソンは『ワシントン・ポスト』紙のエリック・ウェンプルや『Vox』のライターに、合法移民および不法移民を悪者扱いしていることで非難された。カールソンは、ヒスパニックが15年間で小さなマイノリティからマジョリティへと変化したペンシルベニア州ヘイズルトンに見られる人口構造変化は「人間が耐え得る変化の度合いを超えている」と書き、アメリカの人口構造の変化に反対した。2018年、カールソンは、大量移民はアメリカを「汚し」「貧しくし」「より分断させる」と発言した。またこれに対する批判に応えて、「怯えていない」としながら、「我々は最後の日まで真実を発信し続けるつもりだ。そして無秩序な大量移民がこの国の自然な姿をひどく傷つけた、それが真実だ」と述べた。不法移民について2019年5月にカールソンは、「アメリカへ殺到した不法労働者は、我々の地域社会を破壊し、学校を破壊し、医療制度に負担をかけ、国民の団結を挫いた」と述べた。
南部貧困法律センターのハイディ・バイリックは、「カールソンは（アメリカにおいて）白人国家主義の基本理念を主流化しているコメンテーターの、恐らく筆頭である」と述べ、白人がマイノリティや移民から攻撃を受けているとする「白人大虐殺陰謀説」を拡散しているとしてカールソンを非難した。名誉毀損防止同盟のジェシカ・リーブスは、カールソンが展開する核家族保護の主張を白人至上主義者が反移民を主張する際に使うレトリックになぞらえた。
CNN、『ビジネスインサイダー』、『Vox』および『GQ』誌によると、カールソンの番組は白人至上主義者の言説を助長、反復している。ネオコン知識人であるウィリアム・クリストルは、カールソンが番組で述べた見解を「ある種のエスノナショナリズム」と表現した。カールソンは、「何年も前にクリストルは自らの信用に傷をつけた」とこれに反応した。カールソンは自身が人種差別主義者であることを否定し、人種差別を嫌悪していると述べた。
カールソンはババ・ザ・ラブ・スポンジのラジオ番組が2006年から2008年まで行なっていた電話出演コーナーに出演し、イラクは「トイレットペーパーもフォークも使わない」「半識字の原始的な猿」で構成された国であり侵略するに足らない国だったと述べた。また、「動物のように振る舞う狂人のイスラム教徒」と批判し、「彼らをできるだけ多く殺す」ことを誓った大統領候補が「選ばれし王」になるだろうと述べた。これら録音は、進歩的非営利メディアであるメディア・マターズ・フォー・アメリカによって2019年3月にオンライン上に公開された。『ワシントン・ポスト』紙は当該発言について人種差別的と評した。また、カールソンは女性の品位を傷つける発言、強姦の軽視発言、ウォレン・ジェフズ容疑者（当時）の擁護および同性愛者に対する嫌悪発言をこれまでにしている。カールソンは自身の発言について謝罪することを拒んだ。
デービッド・デュークの支援についての質問を避けたドナルド・トランプ候補（当時）についてミット・ロムニーが「質問の権利を剥奪し、実に嫌な反応をした。（略）忌まわしい頑固者を甘やかすトランプの態度はアメリカ精神に反する」と非難した際、カールソンは「オバマがそう書くこともできた」と述べ、ロムニーを批判した。
カールソンは2019年7月9日の『タッカー・カールソン・トゥナイト』の放送を、イルハン・オマル下院議員を論評する3分間のモノローグで締めくくった。カールソンは亡命を認めたアメリカに対してオマルが感謝していないとして批判し、「我々の移民の受け入れ方がこの国にとって危険になったことを意味する、その生きた証拠」と彼女を呼んだ。このモノローグは『ガーディアン』紙によって、「冷酷な」「人種的偏見に基づいた」「反移民レトリックに満ちた」と言い表された。オマル下院議員は、「広告主はこの種の危険で憎むべき発言に出稿すべきでない」とすぐさまTwitterで反応した。この出来事について『デイリー・ビースト』は、「議会と大統領によって右翼の攻撃が増幅された」ことを主な要因として、議員に選出されて以降オマルは殺害予告を受けていると7月10日の記事で触れている。同記事によると、カールソンは番組で彼女を批判するのに「多く時間を割いてきた」が、今回は「反オマルの立場をより一層強めた」。
「ヒスパニックによる侵略」を主張する反移民声明を出した男性が実行犯だった2019年のエルパソ銃乱射事件の発生数日後、カールソンは白人優位性主義を、「デマ」「国家を分断し、権力を保持するために使われる陰謀説」と説いた。また、「アメリカにおける全ての白人至上主義団体構成員の合計人数は、果たして大学のフットボール用スタジアムに収まりきるだろうか」と反語で質した。『ワシントン・ポスト』紙によると、「カールソンの主張は多くの専門家によって否定されており、そういった見解に動機付けられた男性らによる殺戮行為の急増と矛盾しているように見える」。

#### 南アフリカ
2018年8月にカールソンは、南アフリカ政府が農地改革の過程で、白人に対する人種差別を根底に白人農家を標的にしていたと主張する特集を番組で放送した。カールソンはケイトー研究所のアナリストであるマリアン・テュピーにインタビューを行った。テュピーは、土地の接収に直面する南アフリカ人農家をロバート・ムガベ大統領の土地改革により農地を失ったジンバブエの白人農家になぞらえた。この特集の中でカールソンは、人種差別に関心があるとされる「エリート」たちが「人種差別的な南アフリカ政府」を「気にも留めていない」として批判した。カールソンは、南アフリカのシリル・ラマポーザ大統領は憲法を書き換えて白人から土地を盗むことを可能にし、「不適切な肌の色」を理由に補償もしないとして非難した。
CBSニュース、AP通信、『ニューヨーク・タイムズ』および『ウォール・ストリート・ジャーナル』の両紙はカールソンの主張を、事実に反する、もしくはミスリードするものだと表現した上で、ラマポーザは経済成長、農業生産性の向上および移行期正義としての是正措置を促す目的で土地改革を進めたと付け加えた。
カールソンの特集の後、ドナルド・トランプ大統領はマイク・ポンペオ国務長官に対して「南アフリカの土地収用と、農民の大規模な殺害の実態を詳しく調査するよう指示した」とツイートした。トランプのツイートは南アフリカ政府によって「事実誤認」と非難され、外交チャンネルを通じて問題に対処すると述べた。南アフリカの白人ナショナリスト団体であるアフリフォーラムは、団体の運動がアメリカの政治に影響を与えると信じていたとして、カールソンとトランプの声明を称賛した。
番組で特集が放送された夜、カールソンは南アフリカの土地改革についての自身の声明を訂正した。ただし、誤りであったことについては認めなかった。カールソンは、南アフリカの憲法の改正案は未だに審議中であり接収された農地はなかったと述べた。カールソンは後に行われたインタビューに対して、「何人も個々人の制御できない特性に基づいて、誰かから見返りを得たり罰せられたりするべきでない」と述べた。また、南アフリカの特集は「部族主義に対しての主張」だと付け加えた。

## 私生活
カールソンはスーザン・カールソン（旧姓：アンドリューズ）と結婚している。2人は高校生の頃にセント・ジョージ・スクールで出会い、校内の教会で結婚した。リリー（1995年生）、バックリィ（1997年生）、ホピー（1999年生）およびドロシーを含む、3人の娘と1人の息子がいる。
米国聖公会の会員であるものの、「典礼は大好きだが、聖公会を運営しているリベラルを嫌悪している」。カールソンは「楽しい夜も不快な朝も人生の向上には寄与しないと判断」して、2002年に酒をやめた 。その数年前にはタバコもやめ、ニュージーランドから大量に買うニコチンガムに置き換えて「常に噛んでいる」 。
カールソンはデッドヘッズ（グレイトフル・デッドのファンのこと）であり、これまでに50以上のグレイトフル・デッドの公演に足を運んだと2005年のインタビューで述べた。ネバダ州の売春宿経営者デニス・ホフと親しい友人関係である。
2012年にカールソンと弟バックリィは、疎遠の母リサ・ヴォーンが保有するB&Nミネラルズ・パートナーシップにおける石油とガスのロイヤリティ権の相続を巡って訴訟を起こし、カリフォルニア州のカーン郡、マーセド郡およびフレズノ郡の約7万エーカーの土地に対してロイヤリティを勝ち取った。当初は12万5000ドル以上と評価されていた。幾度かの控訴の後、権利の価値は250万ドルを超えるとする判決が2015年に下った。しかしながら、手続き中に作成された1枚の手書きの遺言には、ヴォーンはカールソンとその弟のいずれにも自らの遺産を相続して欲しくないと特に強調されていた。
「私は所有する全財産を、私の夫であるミシェル・エロル・ヴォーンに遺す。これには以下のものが含まれるが、以下のものに限定されない。 私が共有する不動産、個人財産、普通株式、投資信託の株式、銀行口座、銀、絵画、宝石、車両およびすべての株式。私は息子であるタッカー・スワンソン・マクニア・カールソンとバックリィ・スワンソン・ペック・カールソンに、それぞれ1ドルずつ遺す」
2019年3月現在、訴訟は控訴中である。

### 殺害予告と嫌がらせ
2018年11月にカールソンの家族は、カールソンは「白人優位主義者」で「ファシスト」であるとしてカールソン宅の前でシュプレヒコールをあげていた過激派の抗議団体から殺害脅迫と嫌がらせを受けた。抗議団体はカールソンの不在時にカールソン宅への侵入を試み、私道を破壊した。事件前にはレストランでカールソンの娘が抗議団体のメンバーに口撃された。家族の住む家の前で起きた嫌がらせと殺害脅迫は、カールソンの妻によってワシントンD.C.首都警察に通報され、「反ファシスト」もしくは「アンティファ」を自認する「スマッシュ・レイシズムDC」と呼ばれる団体が捜査された。捜査によって、当該団体はネットいじめやFOXニュースのカールソンの同僚や保守派の著名人に対する匿名による殺害脅迫と関連づけられた。